# San Isidro, Morelos kommun
San Isidro är en ort i Mexiko.   Den ligger i kommunen Morelos och delstaten Michoacán de Ocampo, i den centrala delen av landet, 240 km väster om huvudstaden Mexico City. San Isidro ligger 2 230 meter över havet och antalet invånare är 130.
Terrängen runt San Isidro är kuperad. Runt San Isidro är det ganska tätbefolkat, med 96 invånare per kvadratkilometer. Närmaste större samhälle är Puruándiro, 18,7 km väster om San Isidro. I omgivningarna runt San Isidro växer huvudsakligen savannskog.